# ۵۴۰ (پیش از میلاد)
۵۴۰ (پیش از میلاد) ۵۴۰مین سال قبل از تقویم میلادی است.